# Reú
Segons el llibre del Gènesi, capítol onzè, Reú (en hebreu רְעוּ בן-פָּלֶג Re'u ben Péleg i en àrab رئو بن فالج Rau ibn Falih) és el primogènit de Pèleg i que a l'edat de trenta-dos anys engendrà, segons el Llibre dels Jubileus amb la seva muller Ora, el seu fill Serug i després visqué dos-cents set anys més, en què engendrà altres fills i filles.